# Теодул II
Теодул е православен духовник, охридски архиепископ около 1587-1590.
Сведенията за архиепископ Теодул са изключително оскъдни. Известна е една негова грамота, издадена през 1588 година на Теофан, епископ на Авлона, по повод негово пътуване в Русия. Теодул става охридски архиепископ малко преди това, тъй като през 1587 година този пост се заема от Гавриил. Предполага се, че наследникът му Йоаким вече е архиепископ през 1590 година.